# Ioannis Tsoukalas

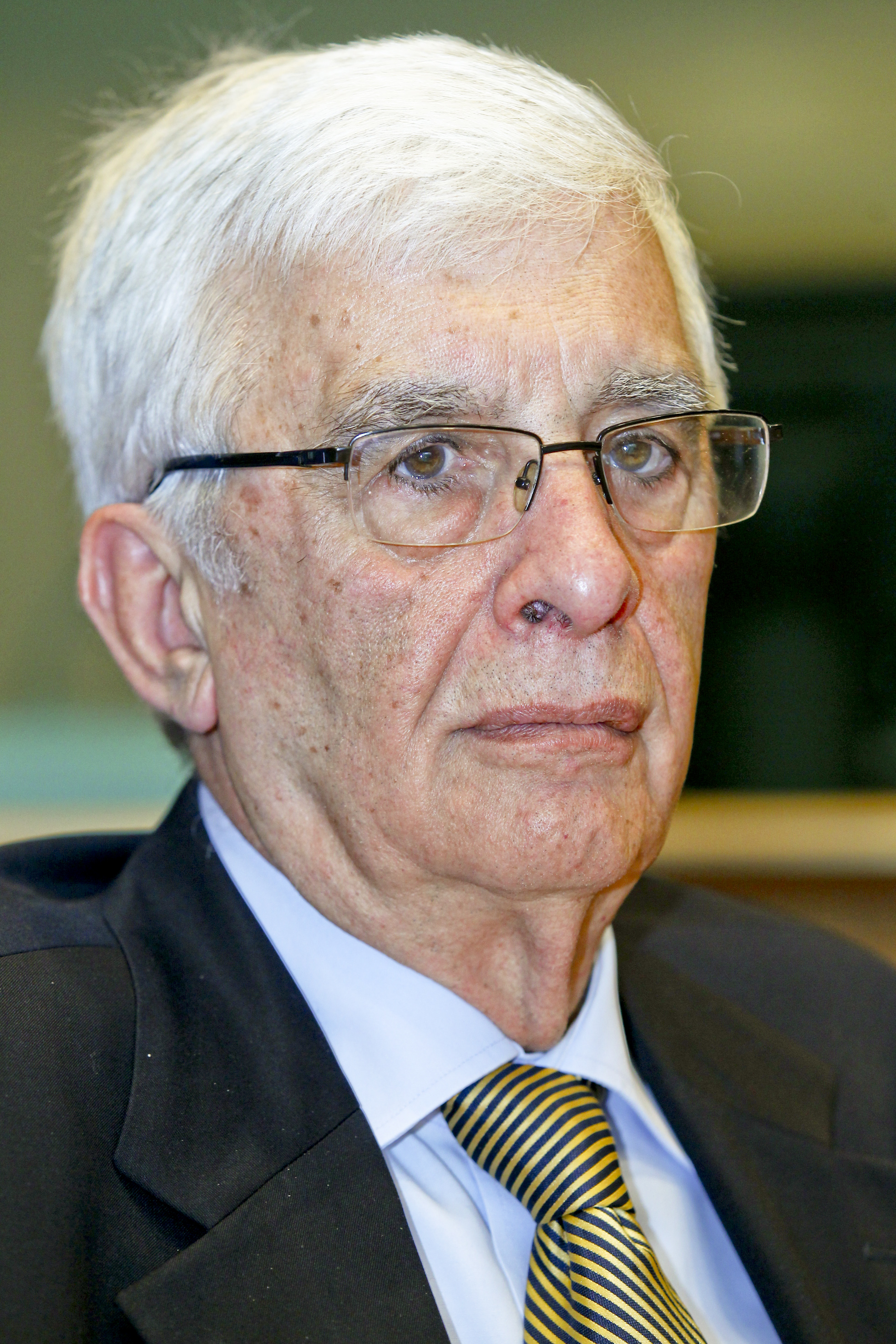
Ioannis Tsoukalas

Ioannis Argyriou Tsoukalas (griechisch Ιωάννης Αργυρίου Τσουκαλάς, * 3. Juli 1941 in Thessaloniki) ist ein griechischer Politiker der Nea Dimokratia.

## Leben
Tsoukalas studierte Physik. Von 1986 bis 1995 war er als Professor am Institut für Physik der Aristoteles-Universität von Thessaloniki tätig. Von 1995 bis 2008 war er als Professor am Institut für Informatik der Aristoteles-Universität von Thessaloniki beschäftigt. Seit 2009 ist er Abgeordneter im Europäischen Parlament.